# Cheech y Chong
Cheech y Chong es un dúo humorístico conformado por Richard "Cheech" Marin y Tommy Chong. El dúo encontró éxito comercial y cultural en las décadas de 1970 y 1980 con sus rutinas de stand up, grabaciones de estudio y largometrajes, que se basaron en la era hippie y del amor libre, especialmente en los movimientos de drogas y contracultura, sobre todo su amor por el cannabis.
Comenzaron como comediantes de clubs en los años 1970 para luego grabar álbumes con rutinas humorísticas habladas. Posteriormente, lanzaron una carrera cinematográfica de diez películas como dúo. En los años 1980 tomaron caminos diferentes y luego se reunieron nuevamente en los años 2000. Su primer éxito fue Up in Smoke y luego Still Smokin.

## Carrera
El dúo se conoció en Vancouver (Canadá), a finales de la década de 1960. Chong era ciudadano canadiense y Cheech se había mudado allí desde el sur de California para evitar el reclutamiento en el punto álgido de la guerra de Vietnam. La pareja realizó espectáculos de stand up, lanzó muchos álbumes de discos de comedia exitosos y protagonizó una serie de películas de bajo presupuesto. Algunas de sus canciones y rutinas de comedia más conocidas incluyen «Earache My Eye», «Basketball Jones», «Santa Claus and His Old Lady» y «Sister Mary Elephant». 
Su temprano éxito culminó con el lanzamiento de su primer largometraje, Up in Smoke, en 1978. Dicho largometraje se convirtió en una especie de clásico de culto y también fue lo suficientemente exitoso en la taquilla, recaudando más de 44 millones de dólares a pesar del bajo presupuesto.
El 25 de junio de 2019, The New York Times Magazine incluyó a Cheech y Chong entre los cientos de artistas cuyo material, según los informes, fue destruido en el incendio de Universal Studios de 2008.

### Reunión
Después de su separación en la década de 1980, el dúo pasó años sin trabajar juntos. En 1992, los dos trabajaron juntos por primera vez en varios años, dando voz a personajes en la película animada FernGully: The Last Rainforest. En 1997, Chong hizo una aparición en la serie de televisión de Marin Nash Bridges, en un episodio titulado «Wild Card», que contenía una referencia a su icónico sketch «Dave» de su álbum debut de 1972. En el año 2000, ambos artistas interpretaron personajes en la serie de televisión animada South Park para el episodio «Cherokee Hair Tampons», pero sus voces se grabaron por separado. Tanto Marin como Chong indicaron en un episodio de 2003 de Biography que estaban dispuestos a reunirse.
En febrero de 2014, Cheech y Chong aparecieron en un episodio de Tom Green's House Tonight. En marzo del mismo año, anunciaron que estaban trabajando en una nueva película, con el guionista y director estadounidense Jay Chandrasekhar.

## Asociación con Hempacco para producir cigarrillos de CBD
Junto con Hempacco Co. Inc., Cheech y Chong’s lanza nuevos productos de cáñamo, donde incluyen cigarrillos de CBD y papeles “Hemp Blunts” para fumar. Todo bajo la marca Cheech & Chong’s. 
Bajo este objetivo, la empresa Cheech & Chong’s Cannabis ofrece distribución, entrega, y venta mayor y menor con el objetivo de facilitar la adquisición de productos a base de cáñamo a través de la fabricación y comercialización de papel para fumar, y de cigarrillos de hierbas, especias y cannabinoides de propiedades terapéuticas.   
Los productos pueden adquirirse en línea y tiendas minoristas, incluidas tiendas de tabaquería. Esto como parte de  la estrategia promocional de productos y alternativa a la nicotina. Hempacco también estuvo detrás del lanzamiento de máquinas expendedoras Cheech & Chong en el TPE Show de Las Vegas. 

## Discografía

### Álbumes
1. Cheech and Chong (1971)[11]
2. Big Bambú (1972)[11]
3. Los Cochinos (1973)[11]
4. Cheech & Chong's Wedding Album  (1974)[11][12]
5. Sleeping Beauty (1976)[12]
6. Up in Smoke (1979)[12]
7. Let's Make a New Dope Deal (1980)
8. Greatest Hit (1981)[12]
9. Get Out of My Room (1985)[12]
10. Where There's Smoke There's Cheech & Chong (2002)[13]
11. Cheech and Chong's Animated Movie! Musical Soundtrack Album (2013)[14]

## Filmografía
1. Up in Smoke (1978)
2. Cheech & Chong's Next Movie (1980)
3. Nice Dreams (1981)
4. It Came From Hollywood (1982)
5. Things Are Tough All Over (1982)
6. Still Smokin' (1983)
7. Yellowbeard (1983)
8. Cheech & Chong's The Corsican Brothers (1984)
9. After Hours (1985)
10. Get Out of My Room (1985)

## Aplicaciones móviles
- Cheech and Chong's The Fatty (2011)[15]
- Cheech and Chong's Bud Farm (2020)[16]